# 小小羊蒂米
《咪咪羊》（英語：Timmy Time）是阿德曼動畫制作的一部学前儿童动画喜剧。它从2009年4月6日开始在英国的CBeebies频道播放。它被视为小羊肖恩的续集或外传作品。

## 概述
敘述咪咪羊上學的奇遇。小小羊提米在Cbeebies频道播出，面向的观众年龄层比《小羊肖恩》更小。本片的主人公蒂米(Timmy)是肖恩的表弟。这只小小羊长大后，告别了《小羊肖恩》中一直戴着的那只奶嘴并进入了幼儿园。第一季的故事围绕提米与一群小朋友在幼儿园的趣事而展开。在那里，蒂米学会了如何与他人分享，合作，热心助人，犯了错就坦率承认。从这点上来说，作为启蒙教育片是非常不错的。

## 角色
- 蒂米 Timmy
- 貓頭鷹老師 Osbourne
- 鵜鶘老師 Harriet
- 小咪猫 Mittens
- 小狐狸 芬利 Finlay
- 小獾 皮皮 Stripey
- 小猪 派格斯通 Paxton
- 小刺猬 小杏子 Apricot
- 小狗 鲁飞 Ruffy
- 小鸭 雅雅 Yabba
- 小猫头鹰 奥图斯 Otus
- 小山羊 Kid
- 小毛蟲 Bumpy